# Faking It/Episodenliste

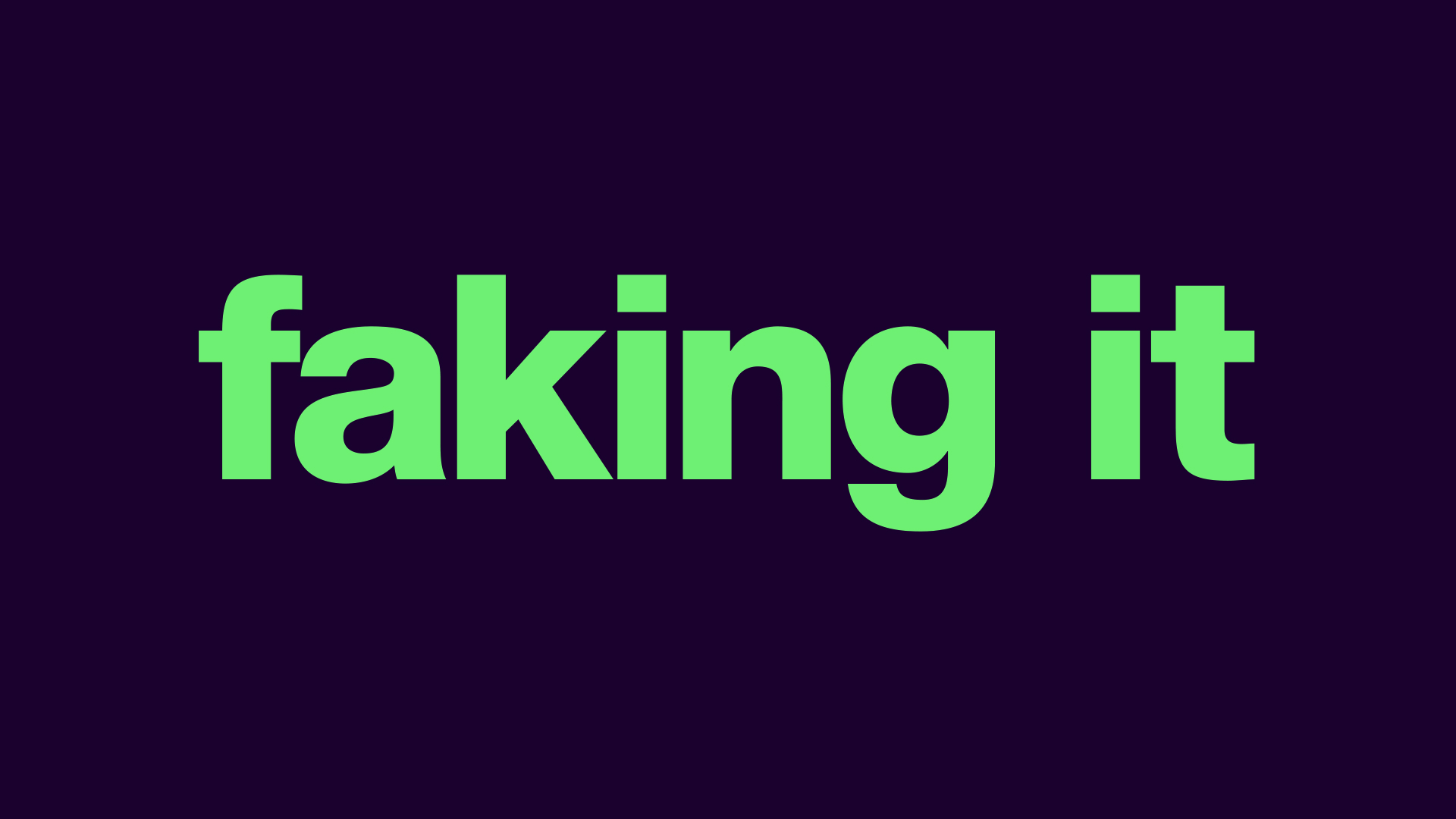
Logo zur Serie

Diese Episodenliste enthält alle Episoden der US-amerikanischen Comedy Faking It, sortiert nach der US-amerikanischen Erstausstrahlung. Zwischen 2014 und 2016 entstanden in drei Staffeln insgesamt 38 Episoden mit einer Läge von jeweils etwa 22 Minuten.

## Übersicht
| Staffel | Episodenanzahl | Erstausstrahlung USA | Erstausstrahlung USA | Deutschsprachige Erstausstrahlung | Deutschsprachige Erstausstrahlung |
| Staffel | Episodenanzahl | Staffelpremiere      | Staffelfinale        | Staffelpremiere                   | Staffelfinale                     |
| ------- | -------------- | -------------------- | -------------------- | --------------------------------- | --------------------------------- |
| 1       | 8              | 22. April 2014       | 10. Juni 2014        | 22. März 2015                     | 10. Mai 2015                      |
| 2       | 20             | 23. September 2014   | 2. November 2015     | 20. September 2015                | 27. März 2016                     |
| 3       | 10             | 15. März 2016        | 17. Mai 2016         | 14. August 2016                   | 16. Oktober 2016                  |

## Staffel 1
Die Erstausstrahlung der ersten Staffel war vom 22. April bis zum 10. Juni 2014 auf dem US-amerikanischen Fernsehsender MTV zu sehen. Die deutschsprachige Erstausstrahlung sendete der Free-TV-Sender Nickelodeon vom 22. März bis zum 10. Mai 2015. Zuvor wurde die Staffel bereits vom 7. September bis zum 26. Oktober 2014 im Originalton mit deutschen Untertiteln auf dem Pay-TV-Sender MTV gezeigt.
| Nr. (ges.) | Nr. (St.) | Deutscher Titel             | Originaltitel              | Erstausstrahlung USA | Deutschsprachige Erstausstrahlung (D/A/CH) | Regie          | Drehbuch         |
| --- | --------- | --------------------------- | -------------------------- | -------------------- | ------------------------------------------ | -------------- | ---------------- |
| 1 | 1         | Plötzlich Königin           | Pilot                      | 22. Apr. 2014        | 22. März 2015                              | Jamie Travis   | Carter Covington |
| Karma und Amy werden von Liam auf eine Party eingeladen. Karma will Liam näherkommen, doch dann kommt dessen Freundin dazwischen, während sich Amy langweilt und gehen will. Doch dann „outet“ Shane die beiden als lesbisch und plötzlich kennt sie jeder. Karma überredet Amy, es vorerst bei dieser Lüge zu belassen, da sie die Bekanntheit genießt. Die beiden werden zu Ballköniginnen gewählt. |           |                             |                            |                      |                                            |                |                  |
| 2 | 2         | Homecoming Out              | Homecoming Out             | 29. Apr. 2014        | 29. März 2015                              | Jamie Travis   | Carter Covington |
| Lauren droht Amy damit, ihren Eltern zu sagen, sie sei lesbisch. Inzwischen beginnen Karma und Liam eine heimliche Beziehung. Amys Mutter Farrah ist als Fernsehreporterin auf dem Ball, um das lesbische Ballkönigen-Paar zu interviewen, und stellt fest, dass ihre Tochter Amy dazu gehört. |           |                             |                            |                      |                                            |                |                  |
| 3 | 3         | Überkompensation            | We Shall Overcompensate    | 6. Mai 2014          | 5. Apr. 2015                               | Jamie Travis   | Drew Hancock     |
| Liam protestiert gegen die Datensammelwut der Firma Skwerkel und Karma schließt sich an. Inzwischen will auch Amy heimlich eine Beziehung mit einem Jungen haben und entscheidet sich für Oliver. |           |                             |                            |                      |                                            |                |                  |
| 4 | 4         | Kenne dich selbst           | Know Thy Selfie            | 13. Mai 2014         | 12. Apr. 2015                              | Claire Scanlon | Megan Hearne     |
| Shane hilft Amy herauszufinden, ob sie sich eher von Jungen oder Mädchen angezogen fühlt. Dazu besorgt er ihr ein Date mit einem Mädchen, doch Amy möchte nur mit Karma zusammen sein. Inzwischen hilft Liam Karmas Eltern bei ihrem Verkaufstruck. |           |                             |                            |                      |                                            |                |                  |
| 5 | 5         | Der einmalige Croquembouche | Remember the Croquembouche | 20. Mai 2014         | 19. Apr. 2015                              | Claire Scanlon | Carrie Rosen     |
| Amy, die Karma noch immer nicht über ihre Gefühle für sie aufgeklärt hat, will mit Karma gemeinsam das Wochenende verbringen, doch die beiden müssen Lauren bei der Vorbereitung für die Brautparty von Amys Mutter Farrah helfen. Auf der Party fängt Amy einen Streit mit Lauren an, da sie eifersüchtig auf das gute Verhältnis ihrer Mutter mit Lauren ist. In der letzten Szene gesteht Liam, dass er Gefühle für Karma hat, sich aber aus Rücksicht auf Amy zurückhält, woraufhin Karma einen Dreier mit ihm und Amy vorschlägt.                                                                     |           |                             |                            |                      |                                            |                |                  |
| 6 | 6         | Der Dreier                  | Three to Tango             | 27. Mai 2014         | 26. Apr. 2015                              | Claire Scanlon | George Northy    |
| Karma schlägt Amy einen Dreier mit Liam vor, nach einigem Zögern willigt sie ein, weil sie so Karma auf andere Weise näherkommen kann. Als sich die drei, die sichtlich nervös sind, dann schließlich treffen, küsst Amy zuerst Karma und dann Liam, woraufhin Karma das Ganze abbricht. Inzwischen springt Shane für Laurens Tanzpartner ein, der sich verletzt hat, und die beiden erreichen zusammen den dritten Platz und stellen dabei fest, dass sie einander viel ähnlicher sind als gedacht. |           |                             |                            |                      |                                            |                |                  |
| 7 | 7         | Die vorgetäuschte Trennung  | Faking Up Is Hard to Do    | 3. Juni 2014         | 3. Mai 2015                                | Jamie Travis   | Wendy Goldman    |
| Nach dem missglückten Dreier will sich Karma öffentlich von Amy trennen, ohne dass eine von ihnen als die Böse dasteht. Als die Nachricht publik wird, kommt der Dreier auch ans Licht, und alle in der Schule beschuldigen Liam, dass er die Beziehung der beiden ruiniert habe. Nachdem Karma sie als sexsüchtig bezeichnet, will Amy die Freundschaft mit ihr beenden, doch Karma hält eine bewegende Rede vor der Schule, wodurch sie sich wieder mit Amy versöhnt. Schließlich plant Karma, sich in einigen Wochen wieder offiziell von Amy zu trennen und führt die geheime Beziehung mit Liam fort. |           |                             |                            |                      |                                            |                |                  |
| 8 | 8         | Verbrannter Toast           | Burnt Toast                | 10. Juni 2014        | 10. Mai 2015                               | Jamie Travis   | Carter Covington |
| Auf der Hochzeit von Farrah und Bruce trifft sich Karma heimlich mit Liam. Amy muss eine Rede halten, in der sie sagt, wie glücklich Farrah sein kann, ihren besten Freund zu heiraten. Karma merkt, dass dies eine Anspielung auf sie ist und gesteht ihr daraufhin, dass sie Amy liebt, aber lediglich als Freundin. Inzwischen erfährt Liam von Shane, dass Karma nur vorgibt lesbisch zu sein und macht daraufhin mit Karma Schluss. Amy und Liam, die sich beide von Karma betrogen fühlen, betrinken sich und landen schließlich zusammen im Bett.                                                   |           |                             |                            |                      |                                            |                |                  |

## Staffel 2
Die Erstausstrahlung der zweiten Staffel war vom 23. September 2014 bis zum 2. November 2015 auf dem US-amerikanischen Fernsehsender MTV zu sehen. Die deutschsprachige Erstausstrahlung sendete der Free-TV-Sender Nickelodeon vom 20. September 2015 bis zum 27. März 2016. Zuvor wurde die Staffel bereits vom 8. Februar bis zum 3. November 2015 im Originalton mit deutschen Untertiteln auf dem Pay-TV-Sender MTV gezeigt.
| Nr. (ges.) | Nr. (St.) | Deutscher Titel                       | Originaltitel                      | Erstausstrahlung USA | Deutschsprachige Erstausstrahlung (D/A/CH) | Regie          | Drehbuch                        | Quoten (USA) |
| ---------- | --------- | ------------------------------------- | ---------------------------------- | -------------------- | ------------------------------------------ | -------------- | ------------------------------- | ------------ |
| 9          | 1         | Der Morgen danach                     | The Morning Aftermath              | 23. Sep. 2014        | 20. Sep. 2015                              | Claire Scanlon | Carter Covington                | 1,04 Mio.    |
| 10         | 2         | Pflicht oder Wahrheit?                | You Can’t Handle The Truth or Dare | 30. Sep. 2014        | 27. Sep. 2015                              | Claire Scanlon | Carter Covington                | 0,75 Mio.    |
| 11         | 3         | Heiße Flirts und Sprachbarrieren      | Lust in Translation                | 7. Okt. 2014         | 4. Okt. 2015                               | Joe Nussbaum   | Diana Metzger                   | 0,73 Mio.    |
| 12         | 4         | Lügenbarone und Drama Queens          | Lying Kings and Drama Queens       | 14. Okt. 2014        | 11. Okt. 2015                              | Joe Nussbaum   | Wendy Goldman                   | 0,65 Mio.    |
| 13         | 5         | Geburtstags-Überraschung              | Present Tense                      | 21. Okt. 2014        | 18. Okt. 2015                              | Lee Rose       | George Northy                   | 0,71 Mio.    |
| 14         | 6         | Himmelhoch jauchzend, zu Tode betrübt | The Ecstasy and the Agony          | 28. Okt. 2014        | 1. Nov. 2015                               | Lee Rose       | Dan Steele                      | 0,69 Mio.    |
| 15         | 7         | Große Erwartungen                     | Date Expectations                  | 4. Nov. 2014         | 8. Nov. 2015                               | Patrick Norris | Carrie Rosen                    | 0,67 Mio.    |
| 16         | 8         | Zen und die Kunst des Schönseins      | Zen and the Art of Pageantry       | 11. Nov. 2014        | 15. Nov. 2015                              | Erin Ehrlich   | Stefanie Leder                  | 0,91 Mio.    |
| 17         | 9         | Mieses Karma                          | Karmic Retribution                 | 18. Nov. 2014        | 22. Nov. 2015                              | Jamie Travis   | George Northy                   | 0,85 Mio.    |
| 18         | 10        | Erwischt                              | Busted                             | 25. Nov. 2014        | 6. Dez. 2015                               | Jamie Travis   | Carter Covington & Carrie Rosen | 0,89 Mio.    |
| 19         | 11        | Nackte Tatsachen                      | Stripped                           | 31. Aug. 2015        | 17. Jan. 2016                              | Jamie Travis   | Carter Covington                | 0,92 Mio.    |
| 20         | 12        | Das Monokel                           | The Revengers: Age of the Monocle  | 7. Sep. 2015         | 24. Jan. 2016                              | Jamie Travis   | Erica Peterson                  | 0,58 Mio.    |
| 21         | 13        | Zukunftspläne                         | Future Tense                       | 14. Sep. 2015        | 31. Jan. 2016                              | Erin Ehrlich   | Wendy Goldman                   | 0,44 Mio.    |
| 22         | 14        | Der große Kampf                       | Saturday Fight Live                | 21. Sep. 2015        | 7. Feb. 2016                               | Erin Ehrlich   | Dan Steele                      | 0,40 Mio.    |
| 23         | 15        | Wendepunkt                            | Boiling Point                      | 28. Sep. 2015        | 21. Feb. 2016                              | Jamie Travis   | Stefanie Leder                  | 0,58 Mio.    |
| 24         | 16        | Schon wieder ein falsches Paar        | Faking It… Again                   | 5. Okt. 2015         | 28. Feb. 2016                              | Patrick Norris | Carrie Rosen                    | 0,37 Mio.    |
| 25         | 17        | Abschlussball-Angst                   | Prom Scare                         | 12. Okt. 2015        | 6. März 2016                               | Brian Dannelly | George Northy                   | 0,39 Mio.    |
| 26         | 18        | Der Abschlussball-Krieg               | Nuclear Prom                       | 19. Okt. 2015        | 13. März 2016                              | Linda Mendoza  | Dan Steele                      | 0,51 Mio.    |
| 27         | 19        | Der Sprung ins kalte Wasser           | The Deep End                       | 26. Okt. 2015        | 20. März 2016                              | Jeff Melman    | Stefanie Leder                  | 0,44 Mio.    |
| 28         | 20        | Sommerferien                          | School’s Out                       | 2. Nov. 2015         | 27. März 2016                              | Jeff Melman    | Carrie Rosen & George Northy    | 0,52 Mio.    |

## Staffel 3
Die Erstausstrahlung der dritten Staffel war vom 15. März bis zum 17. Mai 2016 auf dem US-amerikanischen Fernsehsender MTV zu sehen. Die deutschsprachige Erstausstrahlung sendete der Free-TV-Sender Nickelodeon vom 14. August bis zum 16. Oktober 2016. Zuvor wurde die Staffel bereits vom 20. März bis zum 18. Mai 2016 im Originalton mit deutschen Untertiteln auf dem Pay-TV-Sender MTV gezeigt.
| Nr. (ges.) | Nr. (St.) | Deutscher Titel             | Originaltitel            | Erstausstrahlung USA | Deutschsprachige Erstausstrahlung (D/A/CH) | Regie          | Drehbuch                              | Quoten (USA) |
| ---------- | --------- | --------------------------- | ------------------------ | -------------------- | ------------------------------------------ | -------------- | ------------------------------------- | ------------ |
| 29         | 1         | Alles ist gut               | It’s All Good            | 15. März 2016        | 14. Aug. 2016                              | Jamie Travis   | Carter Covington                      | 0,28 Mio.    |
| 30         | 2         | Fast eine Bar-Mizwa         | Let’s Hear It for the Oy | 22. März 2016        | 21. Aug. 2016                              | Jamie Travis   | Erica Peterson                        | 0,40 Mio.    |
| 31         | 3         | Karmygeddon                 | Karmygeddon              | 29. März 2016        | 28. Aug. 2016                              | Jamie Travis   | Stefanie Leder                        | 0,37 Mio.    |
| 32         | 4         | Zerbrochenes, kleines Herz  | Jagged Little Heart      | 5. Apr. 2016         | 4. Sep. 2016                               | Silas Howard   | Dan Steele                            | 0,37 Mio.    |
| 33         | 5         | Aller guten Dinge sind drei | Third Wheels             | 12. Apr. 2016        | 11. Sep. 2016                              | John Whitesell | George Northy                         | 0,35 Mio.    |
| 34         | 6         | Geisterstunde               | Spooking It              | 19. Apr. 2016        | 18. Sep. 2016                              | Patrick Norris | Carter Covington Idee: Erica Peterson | 0,39 Mio.    |
| 35         | 7         | Spieleabend                 | Game On                  | 26. Apr. 2016        | 25. Sep. 2016                              | Melanie Mayron | Carrie Rosen                          | 0,35 Mio.    |
| 36         | 8         | —                           | Untitled                 | 3. Mai 2016          | 2. Okt. 2016                               | Jeff Melman    | Dan Steele                            | 0,47 Mio.    |
| 37         | 9         | Ex-poniert                  | Ex-Posed                 | 10. Mai 2016         | 9. Okt. 2016                               | Jeff Melman    | Stefanie Leder                        | 0,34 Mio.    |
| 38         | 10        | Neue Flammen                | Up in Flames             | 17. Mai 2016         | 16. Okt. 2016                              | Jeff Melman    | George Northy & Carrie Rosen          | 0,40 Mio.    |